# 조헐
조헐(趙歇, ? ~ 기원전 205년)은 진나라 말기의 인물로, 조나라의 왕족이며, 재건된 조나라의 왕으로 옹립되었다.

## 생애

### 조왕 옹립
진 이세황제 원년(기원전 209년), 진승·오광이 기의하여(진승·오광의 난), 무신(武臣)을 대장으로, 소소(邵騷)를 호군으로, 진여과 장이를 좌우 교위를 맡아 옛 조나라 영역을 진나라에서 뺐었다. 그러나 장이와 진여는 진승에게 불만을 품고 있었기에 무신을 조나라 왕으로 옹립했고, 진여는 대장군, 소소는 좌승상, 장이는 우승상이 됐다. 이렇게 복구된 조나라는 기원전 208년에 조나라 장수 이량이 반란을 일으켜 무신과 소소를 죽이면서 혼란에 빠졌는데, 이때 조헐은 이량을 격퇴하고 한숨 돌린 장이와 진여에게서 왕으로 옹립되었다. 이는 장이에게 빈객이 조나라 왕족 출신으로 구심점을 삼아 본디 위나라 출신인 두 사람의 약점을 보강하도록 조언한 것을 장이 등이 따랐기 때문이다. 이때에는 신도를 임시 서울로 썼다.

### 거록 전투
진 이세황제 3년(기원전 207년) 10월, 장초와 6국의 부흥군을 가는 곳마다 무찌른 진나라 장수 장한이 이량의 투항을 받아 한단성을 접수하고 한단의 주민들을 하내로 이주시켰으며 성을 파괴했다. 이세황제 2년(기원전 208년) 9월(진나라 달력에 따른 것으로 한단성이 파괴되기 한 달 전)에 조왕 헐은 장이와 함께 거록으로 달아났고, 거록성은 장한의 부장 왕리에게 포위되었다. 한편 진여는 항산에서 병사 수만을 모아 거록의 북쪽에 주둔하고, 장한은 극원에 있으면서 용도를 쌓아 왕리에게 군자를 공급했다. 왕리는 식량이 넉넉해 급히 공격했고, 거록성 안에는 식량이 부족했다. 장이는 진여를 다그쳐 거록성을 구원하게 했으나 진여가 낸 구원군 5천은 이들을 이끈 장염(張黶)과 진석(陳澤)과 함께 모두 죽었다.
연나라에서는 조나라의 위급을 듣고 이세황제 3년 10월에 장도가 이끄는 구원군을 보냈고, 제나라의 실권자 전영은 사실 조나라와 사이가 나빠 구원군을 보낼 생각이 없었으나 전영의 장수 전도가 전영의 뜻에 반기를 들고 조나라를 구원하러 출진했으며, 장이의 아들 장오도 대군에서 1만여 군사를 모았으나, 이들은 진나라에 감히 도전하지 못했다. 초나라에서는 이미 이세황제 2년 9월에 송의를 대장으로 삼아 구원군을 보냈으나, 송의는 사실 조나라를 힘써 구원할 생각이 없었고 진나라와 조나라가 싸우다 양측이 다 피곤해질 때 한 번에 무찌를 생각이었는데, 군권을 빼앗긴 항우가 이에 불만을 품고 송의를 쳐죽이고 적극적으로 조나라를 구원하러 움직였다. 먼저 영포 등의 선발대로 용도를 여러 차례 공격해 왕리 군의 식량을 핍절케 하고, 마침내 자신도 강을 건너 거록을 포위한 진나라 군대를 격파했다. 이를 본 제후군도 가담해 진나라 군대를 무찌르니, 12월에 거록의 포위가 그제야 풀렸다. 그러나 장이와 진여가 서로 분격하여 다투다 홧김에 진여가 장이에게 버린 인수를 장이가 거두고 진여의 수하를 거두면서, 진여는 조왕 헐을 떠났고 장이와 진여 사이도 깨졌다.

### 대나라 왕
조왕 헐은 신도에 남아서, 장이를 보내 항우를 도와 입관하게 했다. 기원전 206년에 항우가 진나라를 멸하고 각지에 제후왕들을 봉하면서 원래의 육국의 세력을 약화시키고자 각 나라를 쪼갰고, 자신을 따라온 장수들을 중용해 각각의 본국을 주고 원래의 왕들은 다른 곳으로 옮겼다. 이에 따라 조왕 헐은 대나라로 옮겨졌고, 장이가 나머지 조나라 영역을 받아 항산(恒山)왕이 돼 서울을 양국에 두었다. 한편 진여는 진나라 멸망에 공이 없다 해 그저 남피의 세 현을 항우에게서 받았다.
항우의 분봉에 불만을 품은 진여는 마침 비슷한 불만을 품은 전영이 항우가 쪼갠 세 제나라(제, 교동, 제북)를 아우르고 스스로 제나라 왕이 되어 자신에게 군사적 지원을 해 주자 봉읍에서 군사를 긁어모아 상산국을 공격해 장이를 쫓아냈다. 장이는 한왕 유방에게 달아났다. 대왕 헐은 진여에게 다시 조왕으로 옹립됐고, 그래서 진여를 대왕으로 봉했으며, 대왕을 자기 스승으로 삼아 자신을 돕게 했다.
한왕 2년(기원전 205년), 한왕이 서초를 치면서 조에도 함께하기를 청하자, 진여는 장이의 목숨을 대가로 요구했다. 한왕은 장이를 죽이지 않고 진여를 속여 지원을 받아냈다. 한왕 2년 4월, 한왕이 이끄는 제후연합군이 팽성 전투에서 패배했고, 그 과정에서 장이가 죽지 않았음을 알고 즉시 한나라에게서 돌아섰다. 한왕 3년 10월(기원전 204년), 진여는 한나라에서 돌아선 나라들을 공격하러 보낸 한신과 정형에서 싸워 격파돼 저수에서 참수됐고, 조왕 헐도 쫓기다 양국에서 죽어 조나라는 망했다.